# Ançã
Ançã é uma vila portuguesa sede da Freguesia de Ançã do Município de Cantanhede. A freguesia tem 18,1 km² de área e 2451 habitantes (censo de 2021), tendo, por isso, uma densidade populacional de 135,4 hab./km².
A Freguesia de Ançã compõe-se pela vila de Ançã, Granja, Ameixoeira e Gândara.
Histórica e culturalmente Ançã encontra-se ligada ao Baixo Mondego. O Bolo de Ançã é típico. O vinho de Ançã pode ser considerado, pelas suas características, como parte da região vinícola da Bairrada. A gastronomia inclui Leitão à Bairrada e Chanfana.
O centro histórico de Ançã é um complexo arquitetónico nobre, ao estilo do Marquês de Cascais, senhor da vila de Ançã.
A Fonte de Ançã é conhecida pelo caudal superior da 20.000 litros por minuto, origem de histórias e lendas. A água da fonte alimenta a Piscina Natural de Ançã, com água é sempre corrente.

## Fonte de Ançã e Piscina Natural
A Fonte de Ançã é uma das fontes mais abundantes de Portugal, com um caudal superior a 20.000 litros por minuto. Tem um alpendre barroco datado de 1674, com uma abóbada de berço, sustentada por três arcos e cunhais rusticados, com o brasão dos Castros pertencente ao Conde Ançã na época. Na fonte nasce o Rio Arneiro que percorre a região e é fundamental para o ecossistema local.
A água fresca do leito do Rio Arneiro alimenta diretamente a Piscina Natural de Ançã, que funciona como uma praia fluvial vigiada por nadadores-salvadores durante os meses de verão. O ambiente envolvente é caracterizado por vegetação e a ponte romana, num cenário pitoresco e relaxante. A Ribeira de Ançã passa sob a ponte romana e junta-se ao Rio Arneiro após a piscina, formando um sistema hídrico integrado. 
O complexo hidráulico de Ançã inclui o Moinho de Ançã cujas primeiras referências datam o ano de 937, ainda em funcionamento. Inclui a Capela do Senhor da Fonte, um pequena ermida edificada junto à ponte romana, de cariz devocional, associada a práticas religiosas locais ligadas à água e à fertilidade. Também inclui o Quintal da Fonte, um espaço com a função de convívio comunitário.

## Pedra de Ançã
A Pedra de Ançã é uma variedade de calcário branco, de grão fino e textura homogénea, extraída a região de Ançã. Destaca-se pela sua maleabilidade quando extraída, tornando-se mais dura e resistente à erosão após a exposição ao ar. Esta característica tornou-a um dos materiais preferidos de escultores e arquitetos ao longo dos séculos, especialmente durante o período medieval e renascentista.
A Pedra de Ançã foi essencial para a arte e arquitetura portuguesa, especialmente entre os séculos XII e XVI, sendo usada em algumas das obras mais emblemáticas do país. O seu prestígio, associado à escola de escultura de Coimbra, confere-lhe um lugar de destaque na história da arte e do património nacional.
Características e Formação
A Pedra de Ançã é um calcário micrítico de origem sedimentar, formado há cerca de 165 milhões de anos no período Jurássico Médio. A sua composição inclui calcite quase pura, com baixa porosidade e uma estrutura homogénea, o que lhe confere uma elevada capacidade de detalhe quando esculpida.
A principal característica da Pedra de Ançã é a sua plasticidade quando recém-extraída, facilitando a escultura e o entalhe minucioso. Após a exposição ao ar, sofre um processo de endurecimento, tornando-se mais resistente à degradação, o que a distingue de outras pedras calcárias utilizadas em Portugal.

## Sistema Hidrogeológico
O sistema hidrogeológico de Ançã integra-se num sistema aquífero cársico de grande importância regional, responsável pela alimentação de diversas nascentes permanentes, entre as quais se destaca a Fonte de Ançã, a nascente do Rio Arneiro.
A região de Ançã assenta predominantemente em formações calcárias do Jurássico Médio e Superior, com forte desenvolvimento de processos cársicos. As rochas calcárias apresentam elevada porosidade secundária devido à fraturação e à dissolução pela água ao longo do tempo, permitindo a formação de alvéolos, fissuras e condutas subterrâneas — características típicas de sistemas cársicos. Estas formações geológicas funcionam como um aquífero livre, com elevada permeabilidade, o que permite a rápida infiltração da água das chuvas e a sua circulação no subsolo antes de emergir à superfície em pontos de exsurgência.
O sistema é caracterizado por um equilíbrio entre a recarga — feita principalmente por infiltração direta da precipitação — e a descarga, que ocorre de forma difusa ou concentrada. A Fonte de Ançã é a principal exsurgência do sistema, com um caudal constante estimado em cerca de 20.640 litros por minuto, o que atesta a sua ligação a um reservatório subterrâneo robusto e bem alimentado. Além da Fonte de Ançã, existem outras surgências menores que contribuem para o escoamento superficial ou que alimentam pequenas linhas de água sazonais.
A água subterrânea do aquífero emerge na Fonte de Ançã, dando origem ao Rio Arneiro, que se integra posteriormente em sistemas fluviais da bacia hidrográfica do Mondego. Nas proximidades da fonte, junta-se a Ribeira de Ançã, que tem origem pluvial e caráter mais intermitente, formando um sistema fluvial misto (subterrâneo-superficial).
A recarga do aquífero cársico de Ançã ocorre predominantemente por infiltração direta da precipitação nas áreas de afloramento calcário, sobretudo em zonas não impermeabilizadas e com cobertura vegetal natural. Este processo é fundamental para garantir o equilíbrio entre a água que entra no sistema e a que é descarregada pelas nascentes, como a Fonte de Ançã. Contudo, a recarga continua e eficiente do aquífero pode ser comprometida por fatores como: impermeabilização do solo e construções na área permeável, que dificulta a infiltração da água da chuva, desviando-a para escoamento superficial; práticas agrícolas e diminuição da capacidade de infiltração nas zonas rurais; alterações climáticas, a irregularidade crescente do regime pluviométrico — com períodos mais longos de seca alternando com chuvas intensas e concentradas captação de água subterrânea para consumo doméstico, agrícola e recreativo. Nas últimas décadas, tem-se intensificado a preocupação com o controlo sistemático da taxa de recarga natural e do nível piezométrico.
Face a estes riscos, discutem-se medidas de mitigação e gestão a nível local e regional, tais como: mapeamento e delimitação das zonas de recarga prioritárias, para restrição de uso do solo nessas áreas; promoção de soluções urbanas de infiltração, como pavimentos permeáveis, valas de retenção e bacias de infiltração; incentivo à agricultura sustentável, com práticas de conservação do solo e menor uso de produtos contaminantes; monitorização hidrogeológica contínua, incluindo medições do nível freático e qualidade da água; educação ambiental da comunidade local sobre a importância da recarga e proteção do aquífero.
A sustentabilidade da recarga do aquífero de Ançã é considerada essencial para a preservação do património hídrico e cultural da vila, garantindo o funcionamento do sistema natural e das infraestruturas que dele dependem. Históricamente, o sistema hidrogeológico de Ançã tem sustentado múltiplas funções: abastecimento de água para consumo humano; apoio à agricultura e pecuária locais; funcionamento de infraestruturas tradicionais como moinhos, lavadouros e tanques; lazer e turismo, através da piscina natural de Ançã e espaços como o Quintal da Fonte. A qualidade da água é, em geral, elevada, refletindo a natureza cársica do aquífero e o limitado grau de industrialização da região.
O sistema hidrogeológico de Ançã, embora relativamente estável, enfrenta diversas ameaças ambientais: contaminação difusa por nitratos e pesticidas usados na agricultura; captação excessiva para fins agrícolas e domésticos, com risco de redução do caudal e de subsidência; impermeabilização do solo devido à urbanização crescente; vulnerabilidade a poluição acidental devido à elevada conectividade interna do sistema cársico. Face a estes riscos, têm sido promovidas medidas como: definição de zonas de proteção à volta das nascentes; monitorização da qualidade da água e do caudal; adoção de práticas agrícolas sustentáveis; sensibilização ambiental da população local.
O sistema hidrogeológico de Ançã é objeto de interesse por parte da comunidade científica devido à sua clareza estrutural, caudal regular e ligação direta entre geologia, hidrologia e ocupação humana. É também considerado um património natural de elevada relevância, estando intrinsecamente ligado à história, à economia e à identidade da vila de Ançã.

## Demografia
A população registada nos censos foi:
| Distribuição da População por Grupos Etários | Distribuição da População por Grupos Etários | Distribuição da População por Grupos Etários | Distribuição da População por Grupos Etários | Distribuição da População por Grupos Etários |
| -------------------------------------------- | -------------------------------------------- | -------------------------------------------- | -------------------------------------------- | -------------------------------------------- |
| Ano                                          | 0-14 Anos                                    | 15-24 Anos                                   | 25-64 Anos                                   | > 65 Anos                                    |
| 2001                                         | 393                                          | 314                                          | 1394                                         | 478                                          |
| 2011                                         | 369                                          | 266                                          | 1353                                         | 637                                          |
| 2021                                         | 289                                          | 271                                          | 1233                                         | 658                                          |

## Etimologia
O nome de Ançã é de origem latina. Segundo o arqueólogo Jorge de Alarcão (In territorio Colimbrie: lugares velhos (e alguns deles deslembrados) do Mondego, 2004) advirá, provavelmente, de Antiana, nome dado à vila de um senhor romano chamado Antius. Com a desagregação do Império Romana o nome ter-se-á alterado para Anzana (tal como surge nos documentos mais antigos, do século X), contraindo-se posteriormente para Ançãa e, hoje, Ançã.
A teoria defendida por muitos, da origem italiano através de "abbondanza" (pela abundância de água), não tem qualquer base histórica , sendo apenas sustentada pela lenda do século XVIII que, segundo a qual, a criação da vila se deveu a 8 monges beneditinos vindos de Itália.

## História
Antiguidade
A ocupação de Ançã é conhecida desde a época romana. Em 27 a.C., a Lusitânia tornou-se oficialmente uma província do Império Romano, onde Ançã foi integrada. Entre os séculos I e IV d.C., a região prosperou sob domínio romano, com desenvolvimento agrícola, urbanístico e a exploração da Pedra de Ançã. Os romanos construíram, junto à Fonte, a ponte que atravessa a ribeira de Ançã.
Idade Média
Com a queda do Império Romano do Ocidente, a Idade Média começou com a formação de reinos germânicos. A região foi conquistada pelo Reino Suevo em 468, com a sua capital em Braga. Coninbriga foi saqueada, levando os habitantes a formarem uma nova comunidade urbana que os reis suevos chamaram de Coimbra (anteriormente Emínio) mais próxima de Ançã. 
Em 585, o Reino Visigodo conquistou o Reino Suevo e unificou a Península Ibérica com a sua capital em Toledo. Em 711, os árabes Omíadas conquistaram a Península Ibérica e fundaram o Emirado de Córdova do Califado Omiada. Em 878, o Reino das Astúrias, que se tornou independente de Córdova, conquistou a região de Coimbra. Neste período foi feito o primeiro registo do Moinho da Fonte de Ançã (937) sugerindo que desempenhava um papel significativo na comunidade. Este documento é uma doação do moinho a Gondemiro Ibne Dauti, sendo a primeira referência conhecida ao nome "villa de Anzana". No mesmo período, os Omiadas separaram-se do médio oriente e fundaram o seu próprio califado Al-Andalus, o Califado de Córdova, que conquistou Coimbra em 987. 
Os berberes fundaram a Taifa de Badajoz independente do califado e, em 1032, conquistaram a região e integraram-na na sua administração. Em 1094, o Reino de Leão conquistou Coimbra e seus territórios circundantes, que ficaram sob a administração da Galiza. O Reino de Portugal, que foi formalmente reconhecido em 1143, com a sua capital em Coimbra, integrou Ançã na sua formação.
Na década de 1330, o Mestre Pero esculpiu em Pedra de Ançã o túmulo da Rainha Santa Isabel. É um dos mais belos túmulos góticos portugueses, com cenas da vida da rainha esculpidas com grande detalhe.
D. Fernando concebeu o foral de Coimbra de 1371, sendo Ançã sede de concelho, do qual faziam parte as povoações de Ançã, Pena, Vale de Água, Barcouço, Portunhos, S. João do Campo, Cioga do Campo e Rios Frios. 
Era Renascentista e Barroca
D. Manuel I atribuiu um novo foral a Ançã, a 28 de Junho de 1514. A criação da comarca de Coimbra passa a designar a vila de Ançã. Pensa-se que o Pelourinho de Ançã e a Quinta da Sobreira datem este período.
A Pedra de Ançã ganhou popularidade na escultura renascentista. Entre 1520 e 1530, João de Ruão esculpe a Porta Especiosa e a Estrutura de Santo António da Sé Velha de Coimbra. No mesmo século, juntamente com Nicolau de Chanterene, esculpem elementos do Mosteiro de Santa Cruz. Destaca-se a reformulação dos túmulos de D. Afonso Henriques e de D. Sancho I de Chanterene.
Na segunda metade do século XVII, o D. Álvaro de Castro (Marquês de Cascais) tornou-se senhor da vila de Ançã (Conde de Ançã) e ergueu infraestruturas e a arquitetura barroca: o alpendre da Fonte de Ançã (1674), a Capela do Senhor da Fonte, o Palácio dos Castros, o Terreiro do Paço e a Igreja de Nossa Senhora do Ó.
O casamento de D. Violante de Noronha com D. Álvaro de Castro, uniu as famílias Noronha e Castro. Já no final do século XVII ou início do século XVIII, foi construído o Palácio dos Neiva pela família Noronha, um símbolo da aristocracia de Ançã.
Até ao início do século XIX, o Concelho de Ançã era constituído pelas freguesias de Barcouço, Ançã, Portunhos, Pena, Cioga do Campo, Vil de Matos, São Facundo e Cidreira atingindo em 1801, 4 275 habitantes. 
Transições Políticas a partir do Século XIX
Após as Invasões Francesas, Ançã era um grande reduto do absolutismo iluminado que se opunha à constituição, por influência de D. Carlota Joaquina e D. Miguel. A derrota do absolutismo na guerra civil portuguesa levou às reformas administrativas que dissolveram o concelho de Ançã e a categoria de vila a 31 de Dezembro de 1853, sendo anexada como freguesia do concelho de Cantanhede.  
No processo de modernização do Reino de Portugal, a agricultura, a viticultura e a criação de suínos tornaram-se pilares importantes da economia da região. A nobreza da região, com a forte presença dos senhores de terras, promoveu os banquetes sociais com leitão assado, como um prato tradicional. A gastronomia tornou-se mais acessível às classes populares e aos visitantes à procura do Leitão à Bairrada e dos seus vinhos. A gastronomia contribuiu para o desenvolvimento da identidade regional. 
A Sociedade Phylarmonica Ançanense foi criada em 1879, presidida por José de Gouveia de Lucena Beltrão. Jaime Cortesão nasceu em 1884 em Ançã, que viria a ser participante ativo na Revolução Republicana de 1910 e na formação da República Portuguesa. 
Estado Novo
Durante o Estado Novo, a agricultura foi a base da economia local. Em 1940, os proprietários do Quintal da Fonte organizaram um espaço produtivo, com rega constante que favorecia a produção e garantia colheitas regulares. O espaço tornou-se essencial para a atividade agrícola, fornecendo alimentos e empregando trabalhadores. Na mesma década é fundado o Ançã Futebol Clube. 
Nas décadas de 50 e 60 do século XX, o éxodo rural foi impulsionado pela industrialização da agricultura. A falta de trabalho e a modernização das cidades impulsionaram muitos dos habitantes a migrar. Esse decréscimo da população alterou profundamente a dinâmica social e económica de Ançã. 
Século XXI
Em 2001, Ançã recuperou a categoria de vila, pela Lei n.º 43/2001, de 12 de julho. Se o concelho de Ançã não tivesse sido extinto teria nesse momento uma área territorial de 80,34 km² e com uma população total de 11 183 habitantes. A sua densidade populacional seria de 139,196 hab/km².
No século XXI, Ançã consolidou-se com uma vila para viver e visitar. Registou um crescimento populacional, impulsionado pela sua proximidade a Coimbra e a Cantanhede, bem como pela melhoria das infraestruturas e das condições de vida. A fixação de novas famílias e o regresso de emigrantes têm contribuído para o dinamismo da vila. Dá-se um crescimento da restauração e do turismo. 
O património arquitetónico do centro histórico de Ançã passou por uma requalificação do espaço público, como o Quintal da Fonte e a Quinta da Sobreira Quinhentista. A valorização da Paisagem Protegida do Baixo Mondego, a criação de trilhos pedestres e o incentivo a práticas agrícolas sustentáveis desenvolveram o turismo ecológico.
As associações locais a dinamizam atividades culturais e desportivas, contribuindo para a valorização do seu artesanato e produtos locais, incentivando uma maior consciência ambiental. Os vinhos de Ançã mantêm uma identidade própria dentro da região da Bairrada. 
Em 2024, a Pedra de Ançã foi reconhecida como Pedra Património Mundial pela UNESCO.

## Património
- Igreja Paroquial de Ançã ou Igreja de Nossa Senhora do ÓLocalização no Município de Cantanhede

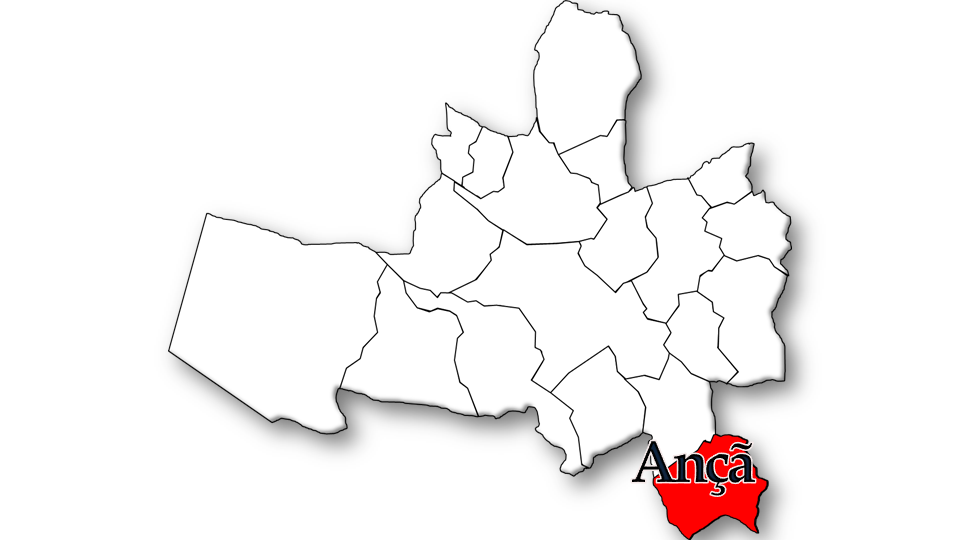
Localização no Município de Cantanhede

- Capela de São Bento
- Capela de São Sebastião (Ançã)
- Capela do Espírito Santo (Ançã)
- Núcleo urbano de Ançã e ponte
- Pelourinho de Ançã
- Portal Setecentista
- Moinho da Fonte
- Moinho Valfavas
- Moinho do Farinha de Milho
- Piscina Natural de Ançã
- Fonte de Ançã
- Palácio do Marquês de Cascais
- Antigo Solar dos Neiva
- Museu Etnográfico de Ançã

## Cultura

### Museus e Galerias
- Museu Etnográfico de Ançã

O Museu Etnográfico do Grupo Típico de Ançã foi inserido numa casa de habitação, construída em finais do século XVII e inícios do século XVIII. Esta foi utilizada como espaço museológico, dinamizada pelo grupo de etnografia e folclore da vila, o Grupo Típico de Ançã, desde 1991.  O museu recria uma casa típica ançanense, na qual no primeiro andar vivia a família e, no rés-do-chão, eram guardados os animais. Hoje em dia, no primeiro piso do museu é possível ver a recriação de uma cozinha e quarto do século XX. O piso inferior é dedicado à exposição de alfaias agrícolas, de brinquedos, de trajes de rancho e de prémios obtidos pelo Grupo Típico de Ançã.
- Bar / Galeria Quintal da Fonte

### Festas e Romarias
- Festa de São Sebastião (dia 20 de Janeiro)
- Festa e Aniversário de São Bento (móveis; 3ª feira seguinte à Páscoa e 2ª feira de Pascoela)
- Festa e Romaria de de São Tomé (dia 25 de Julho)
- Festa do Sr. da Fonte (móvel; primeiro fim-de-semana de Setembro)
- Feira do Bolo de Ançã (finais de Março)

### Gastronomia

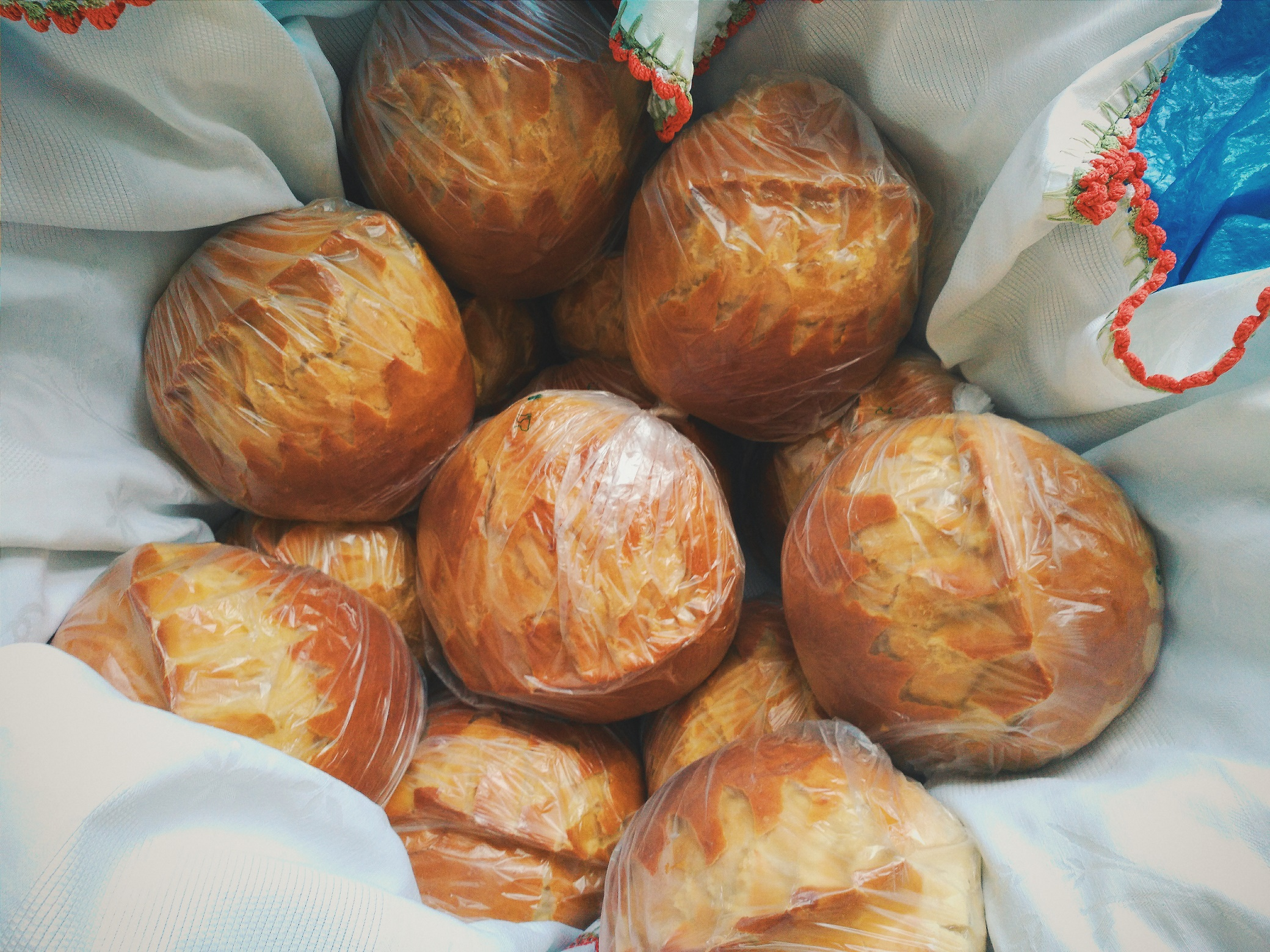
Bolo de Ançã

#### Bolo de Ançã
A origem do bolo de Ançã perde-se no tempo tendo o segredo do seu fabrico sido transmitido de pais para filhos - datará, no entanto, dos finais do século XIX/inícios do século XX.
É um Bolo de confecção simples, com ingredientes naturais (ovos, farinha de trigo, açúcar, manteiga, canela e limão), de reconhecida qualidade, estando no processo de fabrico artesanal – amassado manualmente e cozido em forno de lenha da região – que se encontra o seu verdadeiro segredo.

### Desporto
O Ançã Futebol Clube desenvolve a sua atividade, competitiva e formativa, no Parque Desportivo de Ançã. Tem também ao seu dispor um pavilhão Gimnodesportivo e um dos melhores campos de relvado sintético da região.

## Personalidades
Terra natal de Jaime Cortesão que ainda hoje homenageia com o nome de uma das suas principais ruas e um monumento com o seu busto. É também local de residência familiar do escritor Augusto Abelaira na sua infância.